# Kummersee
Il Kummersee era un lago di sbarramento che si trovava a sud dell'odierna frazione di Corvara (Rabenstein) nel comune di Moso in Passiria ed esistette dal 1401 al 1774.
Il lago si formò nel 1401 a seguito di uno smottamento del monte Ganderberg che portò alla completa occlusione dell'alta Val Passiria e allo sbarramento del torrente Passirio. Lo specchio d'acqua raggiunse probabilmente una lunghezza di circa 2 km e una profondità di 35 m.
La diga di terra che lo delimitava si stima abbia avuto un volume di 3,5 milioni di m³: era instabile e tendeva a cedere a seguito di forti piogge, producendo disastrose alluvioni lungo la valle che raggiungevano addirittura la città di Merano. Il nome del lago, infatti, è traducibile in italiano come "Lago della tribolazione" per via dei grossi problemi che causava. La diga cedette otto volte provocando altrettante alluvioni.
| 22 settembre 1419 | 14 settembre 1503 | 30 settembre 1512 | 21 maggio 1572  |
| 18 giugno 1721    | 17 settembre 1772 | 9 settembre 1773  | 28 ottobre 1774 |

L'alluvione del 1419 fu particolarmente disastrosa per la città di Merano, causando la distruzione della chiesa di Santo Spirito, dell'annesso ospedale e dei ponti, nonché la morte di almeno 400 persone.
Dopo il penultimo evento catastrofico, nel 1773, si decise di creare un canale di drenaggio per il lago, onde evitare ulteriori danni. Dei lavori fu incaricato l'Ing. Joseph Walcher ma nel 1774, ad opera completata forse per un difetto di costruzione o forse per un errore degli operai, si generò un imprevisto e violento svaso del lago che si prosciugò completamente e non si riformò più. La massa d'acqua scese lungo la valle e creò, per l'ultima volta, problemi e danni nella città di Merano.
Oggi non rimango più segni visibili del Kummersee, anche se la zona franosa che lo ha generato è in parte tuttora attiva. Nella toponomastica locale è rimasto il ricordo del lago nel nome di un maso, il Seehof, che si trovava sulle sue rive. Nel 2004 il comune di Moso ha creato una passeggiata che ne ricalca le rive.